# Zostań tu
Zostań tu – druga ballada rockowa zespołu Ira pochodząca z debiutanckiej płyty zatytułowanej Ira, wydanej w grudniu 1989 roku. Utwór został zamieszczony na szóstej pozycji na krążku, trwa 4 minuty i 37 sekund i jest najdłuższym utworem znajdującym się na płycie.
Tekst utworu adresowany jest do kobiety, podobnie jak i w utworze Adres w sercu. Autorem tekstu jest wokalista grupy Artur Gadowski. Utwór ten jest drugą na płycie (po utworze Adres w sercu), a pierwszą skomponowaną przez zespół balladą. Mimo iż jest to ballada, brzmienie zachowane jest w ostrzejszym rockowym klimacie, połączonym z melodyjną solówką gitarową. Kompozytorem utworu jest gitarzysta zespołu Kuba Płucisz.
Zostań tu była to pierwsza wspólna piosenka, jaką skomponował i nagrał zespół na próbach w radomskim amfiteatrze w październiku 1987 roku. Z tym utworem zespół wystąpił w eliminacjach do Ogólnopolskiego Młodzieżowego Przeglądu Piosenki (OMPP) w Łodzi, który się odbył w listopadzie tego samego roku. Później zespół jeszcze z tym utworem występował na wielu innych przeglądach i festiwalach. Po tym występie i zdobytym wyróżnieniu zespół otrzymał zaproszenie na Festiwal w Opolu, gdzie wystąpił w czerwcu 1988 roku w konkursie „Debiuty”. Grupa ponownie zdobyła wyróżnienie właśnie za ten utwór, wokalista zespołu Artur Gadowski otrzymał nagrodę „Młody adept sztuki estradowej”. Po tych wyróżnieniach zespół otrzymał propozycję nagrania debiutanckiej płyty od firmy fonograficznej Pronit z Pionek.
Utwór był nagrywany już dużo wcześniej niż sama debiutancka płyta. W lutym 1988 roku w Radiu Kielce podczas swych pierwszych profesjonalnych nagrań, oraz w sierpniu tego samego roku, pod okiem Rafała Paczkowskiego w warszawskim studiu S-4.
W kwietniu 1989 roku pod okiem realizatora Jarosława Regulskiego zespół w warszawskim studiu S-4 nagrał trzy utwory: Zostań tu, Srebrne sny oraz Odsłoń twarz. Utwory zostały nagrane dla programu Premie i premiery.
Po premierze albumu, która nastąpiła w grudniu 1989 roku, utwór Zostań tu był regularnie grany podczas trasy koncertowej promującej płytę. Utwór był też regularnie grany podczas trasy zespołu po byłym ZSRR, która się odbyła na przełomie kwietnia i maja 1990 roku. Utwór był także bardzo często grany przy okazji tras promujących następne płyty Mój dom oraz 1993.
W 1994 roku, przy okazji nagrywania czwartego studyjnego albumu Znamię zespół sięgnął po ten właśnie utwór, nagrywając jego nową hardrockową wersję. Utwór z tego albumu jest nieco krótszy, trwa bowiem 4 minuty i 13 sekund.
Utwór Zostań tu znalazł się także na płycie koncertowej wydanej z okazji 15-lecia istnienia zespołu w 2004 roku. Na tym krążku utwór trwa 5 minut i 45 sekund.
Obecnie jako jedyny utwór z pierwszej płyty zespołu, jest sporadycznie grany na koncertach.

## Zostań tuna koncertach
Jest to pierwszy wspólnie skomponowany utwór przez zespół. Z tym utworem zespół wystąpił na swym pierwszym publicznym koncercie, który się odbył w grudniu 1987 roku w Łodzi. Utwór zdobył także wyróżnienie na Festiwalu w Opolu w czerwcu 1988 roku w konkursie „Debiuty”. Był regularnie grany podczas trasy koncertowej promującej płytę Ira na przełomie 1989 i 1990 roku. Grany był także podczas trasy promującej płytę Mój dom w 1992 roku. Potem utwór pojawiał się w koncertowych setlistach coraz rzadziej. Po reaktywacji grupy, utwór został wznowiony na koncertach. Znalazł się także w setliście podczas jubileuszowego koncertu z okazji 15-lecia w 2003 roku. Obecnie sporadycznie grany jest na koncertach grupy.

## Wyróżnienia
- 1988 – Festiwal w Opolu – konkurs „Debiuty”

## Twórcy
Ira
- Artur Gadowski – śpiew, chórki
- Wojciech Owczarek – automat perkusyjny
- Kuba Płucisz – gitara, chór
- Dariusz Grudzień – gitara basowa, chór
- Tomasz Bracichowicz – instrumenty klawiszowe

Produkcja
- Nagrywany oraz miksowany: listopad 1989 w CCS Studio w Warszawie
- Producent muzyczny: Ira
- Realizator nagrań: Jarosław Regulski
- Mastering: Jarosław Regulski w CCS Studio
- Aranżacja: Kuba Płucisz
- Tekst piosenki: Artur Gadowski
- Zdjęcia wykonali: Marek Kotlimowski, Andrzej Stachura, Tadeusz Szmidt
- Wytwórnia: Pronit